# Gabriela Damián Miravete
Gabriela Damián Miravete (Ciudad de México, 1979) es una escritora, editora y guionista mexicana con afinidad por la literatura de ficción especulativa. Ha escrito ensayos y cuentos traducidos al inglés, italiano, portugués y francés. Su obra ha sido publicada en A Larger Reality, parte del proyecto finalista del premio Hugo The Mexicanx Initiative Scrapbook, y la antología Three Messages and a Warning, finalista del World Fantasy Award. Ganó el Premio James Tiptree, Jr. (ahora Premio Otherwise) por su cuento "Soñarán en el jardín". Trabaja en proyectos colaborativos como el colectivo de arte y ciencia Cúmulo de Tesla; Mexicona, festival literario de Ficción Especulativa en español, y la convención mundial de ciencia ficción online Futurecon. Prepara un libro con Odo Ediciones. 
Ha trabajado en locución y periodismo cultural en los ámbitos literario y cinematográfico.

## Biografía
Gabriela nació en la Ciudad de México en 1979. Estudió Comunicación y Educación en la Universidad Autónoma de Barcelona y Creación Literaria en la Escuela de Escritores de la Sociedad General de Escritores de México. Su trabajo literario ha sido reconocido en México y Estados Unidos. La Tradición de Judas, álbum de cuentos para niños, ilustrado por Cecilia Varela, recibió el Premio de Cuento en la Feria del Libro Infantil y Juvenil de la Ciudad de México (FILIJ) y fue editado en 2007 por CONACULTA. En 2010 ganó la beca Jóvenes Creadores del FONCA, en la especialidad de narrativa, con la que escribió el libro de cuentos aún inédito Pequeños naipes de ópalo. En 2012 fue finalista en el World Fantasy Award con el cuento “Future Nereid”, que fue antologado por Chris Brown y Eduardo Jiménez Mayo en Three Messages and a Warning, libro editado por Small Beer Press. Sus ensayos y cuentos han usido tradcidos al inglés y portugués.
Ganadora del Premio Literario James Tiptree, Jr. en el 2018 por su cuento "Soñarán en el Jardín".

## Perspectiva literaria
Gabriela Damián se interesa especialmente en la literatura con perspectiva de género y escrita por mujeres, en la literatura fantástica y de ciencia ficción y en la literatura infantil y adolescente, temas sobre los que ha escrito cuento, radio, además de ensayo y crítica literaria.

### Perspectiva de género
En tanto escritora comprometida con la literatura con perspectiva de género y escrita por mujeres, Gabriela Damián ha colaborado en proyectos como En Reconstrucción, de la revista Tierra Adentro y ha sido guionista, productora y locutora en las series radiofónicas "Nuestra Habitación" (Código CDMX) y "Tejiendo Género" (Radio UNAM). El interés por la perspectiva de género también trasciende a su literatura. “Soñarán en el jardín”, por ejemplo, es un cuento publicado en El silencio de los cuerpos. Relatos sobre feminicidios de Sergio González Ramírez. Por su parte, Adriana Bernal considera que este relato “(…) es un homenaje a todas aquellas mujeres voz que han hecho Causa (…) me parece uno de los relatos que más invita a la memoria, al recuento, a la visibilización. Que permite respirar, al tiempo que genera cuestionamientos (mucho más allá de la viabilidad de tal Jardín), principalmente relacionados con el cansancio, con el hartazgo, con el impulso que tantas voces tienen a pesar de y la necesidad de que no sólo esas voces no guarden silencio sino que sean acompañadas por voces frescas, jóvenes, que no cejen en el impulso de avanzar (…)”

### Literatura fantástica
Gabriela es considerada una especialista en Literatura Fantástica y de Ciencia Ficción. En entrevista, Verónica Ortiz Lawrenz subraya que Gabriela es una escritora que reivindica este género ante quienes lo consideran un género menor, y cita a la escritora: “(…) el mundo es un misterio que da vértigo. La experiencia humana puede transitar por sus distintos niveles a través de la ciencia, el conocimiento y el arte, pero hay lugares a los que solo podemos llegar a través de la ficción fantástica. (…) El juego especulativo en el que necesariamente nos involucra la fantasía o la ciencia ficción apuesta por la empatía y la capacidad de asombro, cualidades poco valoradas en estos tiempos de cinismo exacerbado.”
Por otra parte, en febrero de 2012, Gabriela fue editora invitada del número 2 de la Revista Digital Universitaria dedicado a la literatura fantástica.

### Literatura infantil y juvenil
En cuanto a la literatura infantil y adolescente, el cuento “La nieve y los pájaros”, versión de Gabriela del conocido relato de los hermanos Grimm, Blancanieves, fue recogido en la colección El Camerino. Cuentos clásicos reinventados, presentado por Verónica Murguía y editado por CONACULTA, como parte de la colección Este cuento no ha acabado. También ha colaborado en Arañas, pesadillas y lagañas… y otras misiones para niñonautas, una colección de cápsulas reunidas por Karén Miret y Maia Miret, transmitidas en Noticias MVS para la sección Niñonautas del programa de Carmen Aristegui. La colección de cápsulas fue editado por la editorial SM en 2013. Asimismo, ha colaborado cotidianamente con suplementos culturales dedicados a niños y adolescentes, tales como Pingoletras (suplemento cultural infantil del periódico El Heraldo), El Morbito, y en otras publicaciones periódicas.

## Obra

### Algunas publicaciones

#### Perspectiva de género
“Soñarán en el jardín”. [Cuento antologado]. González Ramírez. Sergio. El silencio de los cuerpos. Relatos sobre feminicidios. Ediciones B, 2015. Y en Cuentos en Red. Centro Cultural de España en Asunción. AECID 2020.

#### Literatura fantástica y de ciencia ficción
“Futura Nereida”. [Cuento antologado] Fernandez, Bernardo BEF. Los viajeros: 25 años de ciencia ficción mexicana. SM, 2010.
“Future Nereid”. [Cuento antologado] Brown, C., Jim-enez M, E. Three Messages and a Warning. Small Bear Press, 2012.
"Estuvieron aquí". [Cuento]. (1 de febrero de 2012)  Consultado el 10 de octubre de 2016.

#### Literatura infantil y juvenil
“La nieve y los pájaros”. [Cuento antologado] Murgía, V. "El camerino: Cuentos clásicos reinventados". CONACULTA, 2014.
Miret, K., Miret, M. Arañas, pesadillas y lagañas… y otras misiones para niñonautas. SM, 2013.

#### Ensayo y crítica literaria
"Por qué son necesarios los clásicos infantiles".  Consultado el 10 de octubre de 2016.
"El final del conjuro".  Consultado el 10 de octubre de 2016.
"Las formas del vuelo". (10 de junio de 2015).  Consultado el 10 de octubre de 2016.
"Björk: el sol en la boca". (6 de abril de 2015).  Consultado el 10 de octubre de 2016.
"Angela Carter: el aullido de la doncella". (8 de septiembre de 2014).  Consultado el 10 de octubre de 2016.
"Famosas últimas palabras o de cómo escribir en la lluvia".  Consultado el 10 de octubre de 2016.
"Reconstructoras del tiempo y el espacio".  Consultado el 10 de octubre de 2016.
"#ReadWomen2014: Orgullo y prejuicios". (18 de marzo de 2014).  Consultado el 10 de octubre de 2016.
"Los monstruos sin los críticos".  Consultado el 10 de octubre de 2016.
"De pena ajena, mi rey. Respuesta a Luis González de Alba". (10 de diciembre de 2010).  Consultado el 10 de octubre de 2016.